# باب الحارة (الجزء التاسع)
باب الحارة (الجزء التاسع) هو الجزء التاسع من المسلسل السوري الشامي باب الحارة تم عرضه في رمضان 2017 على قناة سوريا دراما و قناة رؤيا وقناة MBC1 بإخراج ناجي طعمة وباشراف باسم الملا وهو من بطولة عباس النوري وصباح الجزائري وميلاد يوسف تم انتاجه من طرف ميسلون فيلم وقنوات إم بي سي (توضيح).

## القصة
استكمالا للأحداث السابقة يواصل باب الحارة حكاياته، ففي هذا الجزء مازال أبو عصام يحمل هم ومشاكل الحارة وأهالها على عاتقه ولا تزال مشاكله مع أبو ظافر على زعامة الحارة، في حين يموت ظافر مقتولاً بخنجر العقيد معتز ويتم إلصاق التهمة به وأخذه إلى السجن ويحكم عليه بالإعدام، ومن باب ربط الأحداث يدخل الثنائي عزمي ونيازي تحت ستار جمعية خيرية ولكن الهدف هو البحث عن الآثار، ويتجرد سعيد أبو سليم من ثوب التشدد الديني الذي كان عليه في الجزء السابق ويخون زوجته ويتعلق بحب الفتاة الغجرية (زهور).

## الممثلون
- عباس النوري، أبو عصام
- صباح الجزائري، سعاد خانم
- ميلاد يوسف، عصام
- مصطفى الخاني، النمس
- أسعد فضة، أبو ظافر
- عبد الهادي الصباغ، أبو حازم
- وفاء الموصللي، فريال خانم
- كندة حنا، سارة
- محمد خير الجراح، أبو بدر
- شكران مرتجى، فوزية
- زهير رمضان، أبو جودت
- جمال قبش، الكومندان
- وسيم الرحبي، جان
- مصطفى المصطفى، مزين فتوح
- علي كريم، أبو النار
- جمال العلي، تنكة
- هيثم جبر، أبو الحكم
- مصطفى سعد الدين، معتز
- هدى شعراوي، أم زكي
- أيمن بهنسي، أبو قاسم
- صباح بركات، أم حاتم
- محمد قنوع، سعيد أبو سليم
- جرجس جبارة، أبو فارس
- أمية ملص، بوران
- حسام الشاه، عبدو
- فادي الشامي، سمعو
- روبين عيسى، دلال
- كفاح الخوص، لبن
- عبدالرحمن قويدر، قاعود
- يزن السيد، بشير
- الليث المفتي، ظافر
- عادل علي، الشيخ عبد العليم
- براء الزعيم، حمزة
- هلا يماني، فايزة
- أريج خضور، لطفية
- وفاء الحسين، هدى
- خلود عيسى، شريفة
- فداء كبرا، مطعية
- جانيار حسن، نعمة
- ليا مباردي، بهية
- أدهم بسام الملا، سليم
- رنا أبيض، جولي - ضيفة شرف
- سوسن أبو عفار، ضيفة شرف
- باسل حيدر، نيازي - ضيف شرف
- معن كوسا، عزمي - ضيف شرف
- طارق الصباغ، نزار - ضيف شرف
- ولاء عزام، رسمية - ضيفة شرف
- شمس الملا، صفاء
- إبراهيم كيكي، المهندس يوسف
- مؤيد الملا، أكرم
- مرشد ضرغام
- أشرف غيبور، درويش
- طارق الشيخ
- زهير الملا
- يوسف عساف، أصفر
- مهران نعمو، عاصم
- إسكندر عزيز، أبو أدهم - ضيف شرف
- إيناس زريق، ضيفة شرف
- أميرة خطاب، أم أدهم - ضيفة شرف
- رجاء يوسف، وفاء - ضيفة شرف
- شهناز سليم، سلمى - ضيفة شرف
- ريم معروف، زهور - ضيفة شرف
- عبد الكريم غميض، نبيل
- غريس الأحمر
- سامر شالاتي، مرزوق
- عبد النور بلكة، أبونا
- مجد حنا، جواد
- زيد الظريف، جبل
- لؤي زعتري
- رسلان رسلان، أدهم
- ياسر معلوف، ضابط فرنسي
- يارا الدولاني، فرحة
- عبد السلام غبور، أبو الضمير
- شام قبراوي، شهيرة - طفلة
- نور السمان، سعاد - طفلة
- مايا يوسف
- منذر الحلبي، الأفندي
- محمد الرفاعي، رفاعي
- علي منصور
- سامي جهجاه، المحامي
- سامو رباحة، أم ريحانة
- وائل الخطيب
- أحمد الخطيب
- هيثم شلبي
- أحمد حلاق، محضر المحكمة
- محمد عبد الحي
- ربيع صبري، نايف
- هيفاء حباب، ممرضة
- قمر النجار، ريحانة
- دانة سعد
- غريس الأحمر، أنيت